# Campulipus limbatus
Campulipus limbatus är en skalbaggsart som beskrevs av Olivier 1789. Campulipus limbatus ingår i släktet Campulipus och familjen Cetoniidae. Inga underarter finns listade.